# Horciasinus
Horciasinus is een geslacht van wantsen uit de familie van de Miridae (Blindwantsen). Het geslacht werd voor het eerst wetenschappelijk beschreven door Carvalho & Jurberg in 1974.

## Soorten
Het genus bevat de volgende soorten:

- Horciasinus amazonicus Carvalho & Jurberg, 1976
- Horciasinus argentinus (Berg, 1878)
- Horciasinus guttatipes (Reuter, 1907)
- Horciasinus humeralis (Berg, 1892)
- Horciasinus neotropicalis Carvalho & Carpintero, 1992
- Horciasinus nordicus Carvalho & Jurberg, 1976
- Horciasinus semiochraceus (Stal, 1860)
- Horciasinus signoreti (Stål, 1859)
- Horciasinus stieglmayri (Reuter, 1907)
- Horciasinus unicolor Carvalho & Carpintero, 1986
- Horciasinus wallengreni (Stal, 1860)
- Horciasinus wallengreni (Stål, 1860)
- Horciasinus xaventinus Carvalho & Jurberg, 1976